# BBC 뉴스
BBC 뉴스(BBC News)는 영국 BBC가 제작하는 보도 프로그램의 총칭이다. 대체로 "BBC NEWS"이라는 제목으로 방송한다.
BBC 뉴스에서 1999년부터 현재까지 쓰이고 있는 타이틀 곡은 데이비드 로(David Lowe)가 작곡하였다. 이 타이틀 곡은 뉴스나이트와 아랍어 채널을 제외한 모든 뉴스에 사용된다.

## 현재 방송중인 프로그램들

이전 BBC 뉴스 로고

### 텔레비전 방송

#### BBC One
- BBC 브렉퍼스트 (Breakfast)
- BBC 1시 뉴스 (BBC News at One)
- BBC 6시 뉴스 (BBC News at Six)
- BBC 10시 뉴스 (BBC News at Ten)

#### BBC Two
- BBC 뉴스나이트 (BBC Newsnight) : BBC Two에서 방송되는 심층 위주의 뉴스 프로그램으로 1980년 1월 30일부터 시작하였다. 평일 밤 10시 30분부터 50분간 방송되나, 금요일에는 30분간 방송된다. BBC 스코틀랜드에서는 월요일부터 목요일까지 뒷부분 20분간에 자체 방송인 '뉴스나이트 스코틀랜드(Newsnight Scotland)'가 방송된다.

이전 BBC 뉴스 로고 (2019-2022)

#### BBC 월드 뉴스
- 월드 뉴스 투데이 (World News Today)

### 라디오 방송

#### BBC 라디오 1
- 뉴스비트 (Newsbeat) : 일렉트로니카 비트와 조합한 뉴스 프로그램.

#### BBC 라디오 4
- 투데이 (Today) : 평일 아침 6시~9시, 토요일 아침 7시 ~ 9시
- 더 월드 앳 원 (The World at One) : 평일 낮 1시 ~ 1시 45분
- 더 월드 디스 위크엔드 (The World This Weekend) : 일요일 낮 1시 ~ 1시 30분
- PM : 평일 저녁 5시 ~ 6시, 토요일 저녁 5시 ~ 5시 30분
- 6시 뉴스 (Six O'Clock News) : 평일 저녁 6시 ~ 6시 30분, 주말 저녁 6시 ~ 6시 15분
- 더 월드 투나잇 (The World Tonight) : 평일 밤 10시~10시 45분
- 자정 뉴스 (Midnight News) 매일 밤 0시~0시 30분

## 같이 보기
- 분류:BBC 앵커